# Leggo My Meg-O
«Leggo My Meg-O» («Мегаприключение в Париже») — двадцатая серия десятого сезона мультсериала «Гриффины». Премьерный показ состоялся 6 мая 2012 года на канале FOX. Сюжет серии основан на сюжете фильма «Заложница».

## Сюжет
Мег говорит своей подруге, Рут, что она устала от жизни в своей школе. Рут предлагает Мег поехать с ней в Париж на один семестр, на что та, конечно же, сразу соглашается. Лоис поначалу категорически против этой поездки, но, узнав, что она станет бесплатной, так как Мег и Рут берут все расходы на себя, она соглашается.
Итак, Мег улетает во Францию. Прилетев в аэропорт, Мег и Рут соглашаются доехать в такси с незнакомцем. Поселившись в прекрасном доме, подруги раскладывают вещи. Мег звонит домой рассказать, что долетела хорошо, но тут вдруг она замечает, что в соседней комнате на Рут напали преступники. Всё это слышит Питер, который говорит с Мег по телефону. Разговор обрывается, когда Мег находят спрятавшейся под кроватью. Её похитили.
Лоис не находит себе места. Сотрудники ФБР, прибывшие на вызов, говорят, что не будут начинать поиски их дочери, пока не пройдет 96 часов. В конце концов, Брайан предлагает Стьюи полететь в Париж и помочь Мег.
По дороге в самолёте Стьюи рассказывает Брайану о том, что смог записать телефонный разговор (он всегда записывает все разговоры, приводя в пример недавний звонок Брайана), это поможет найти преступника по голосовой идентификации.
Прилетев в аэропорт, герои находят одного из преступников, который ехал в такси с Мег и Рут. Однако тот, не успев ничего рассказать, умирает, будучи сбитым машиной при попытке бегства. Определить местонахождение похитителей помогают данные из кошелька француза. Брайан и Стьюи решают переодеться продавцами парфюма для того, чтобы найти логово преступников. Им это удается. После драки Стьюи с бандитами герои бегут на чердак, где держатся в сексуальном рабстве молодые девушки. Одна из них рассказывает, что Мег уже увезли на продажу.
И снова друзьям приходится переодеться: Брайан становится богатым арабским шейхом, а Стьюи достается роль молоденькой девушки. Войдя на аукцион, Стьюи забирают для торгов, где тот имеет большой «успех», танцуя под музыку. Брайан заканчивает торги, назвав неприлично большую сумму. И вот они уже вместе видят Мег, выставленную на торги. Когда они пытаются скрыться оттуда, их останавливают охранники, требующие немедленной расплаты. Так как у Брайана нет таких денег, а личность Стьюи раскрывается, их обоих запирают в подвале. Тем не менее, им удается оттуда сбежать.
Брайан замечает Мег, которую уже ведёт на свой корабль араб. Начинается погоня на автомобиле. Тем временем Мег узнает, что её купили не для рабства, а в качестве жены для сына богатого шейха. Тот говорит, что если она не захочет быть с ним, её немедленно доставят домой, но если согласится — станет самой счастливой девушкой на планете. Мег только только успевает произнести «Да», как в комнату врывается Стьюи, который убивает будущего мужа Мег. Стьюи на всякий случай стирает память Мег (отсылка к фильму «Люди в Чёрном»), чтобы та не знала, что он убил человека.
Вся семья снова вместе. Мег ничего не помнит, кроме того, что ей сделал предложение арабский принц, а затем она очнулась в больнице.

## Рейтинги
- Во время трансляции эпизод посмотрело порядка 5.64 миллионов зрителей, получив рейтинг 2.7/7 среди людей 18—49 лет[3].
- Количество зрителей убавилось по сравнению с предыдущим эпизодом «Мистер и миссис Стьюи»[4].

## Критика
- Эпизод получил смешанные отзывы от критиков.
- Кевин МакФарланд из A.V. Club дали эпизоду оценку B-, говоря о том, что в серии «было больше юмора, чем он ожидал»[5]. Обычно эпизоды наполнены стандартными шутками о Мег, но здесь он действительно наслаждался сценами с Мег.[5]
- Картер Достон же дал эпизоду оценку 2.5/5, объяснив это тем, что «обычно такие истории показываются за целый фильм, здесь же все умещено в 20 минут. Герои находят арабов, которые продают её (Мег) в работорговлю, преследуют преступников на автомобиле, вступают в перестрелку на судне, чтобы спасти её.» Также он добавил: «Конечно, есть и новые шутки, некоторые юмористические пародии из боевиков, например, сцена с GPS-приёмником в машине…»[6]